# ぱぱらナイト
ぱぱらナイトは、1985年4月1日深夜から1989年10月6日まで文化放送の平日深夜の時間帯で放送されていたラジオ番組である。

## 概要
この番組が始まる直前の1985年3月まで『ミスDJリクエストパレード』が放送されていたが、その『ミスDJ - 』の終了後もこれと同じ様に、当初は一般公募によって選出されたパーソナリティを起用、二人が一人ずつ隔週で月曜から金曜まで通して出演するという体制だった。その内、向井亜紀は『ミスDJ - 』から続投している。1988年10月からは女性ボーカリストを中心とした日替わりパーソナリティに変更。
番組タイトルの「ぱぱら」は、パパラッチに由来。番組では、ファッション、恋愛、フィットネスなどの20歳前後の当時の女子の関心ごとを深入りしない程度に追って情報を伝えていた。その他は主にゲストとのトーク、音楽、リクエストなどで構成されていた。
オープニングテーマ曲（1985年 - 1988年）は、スターダストレビューの曲『Thank You』（アルバム『THANK YOU』収録曲）。
1988年当時は、本番組の機関誌が発行されていたことがあり、文化放送宛に60円切手を同封して申し込めば入手できるようになっていた。
スポンサーはライオンと小学館で、ライオンがスポンサーだったために同社のヘアメイクシリーズ製品の名前にちなみ、『今夜もフリー＆フリー』がサブタイトルに付いていた。なお、ライオン提供による『今夜もフリー&フリー』枠としての前番組は『シュガーのFREE&FREE魔法の時間』、後番組は『今夜もフリー&フリー 吉田美和のWhat's Up!』（『今夜もBREAK OUT ラジオバカナリヤ』の内包番組）。

## 放送時間
月 - 金曜 24:00 - 24:30

## パーソナリティ
| 期間    | 期間   | パーソナリティ | パーソナリティ | 体制       | パーソナリティ | パーソナリティ |
| ------- | ------ | -------------- | -------------- | ---------- | -------------- | -------------- |
| 1985.4  | 1985.9 | 向井亜紀       | 向井亜紀       | 隔週交代   | 安達直         | 安達直         |
| 1985.10 | 1986.3 | 向井亜紀       | 向井亜紀       | 隔週交代   | 毛利早都美     | 毛利早都美     |
| 1986.4  | 1987.3 | 向井亜紀       | 向井亜紀       | 隔週交代   | 三崎由紀       | 三崎由紀       |
| 1987.4  | 1988.3 | 黒田瀬奈       | 黒田瀬奈       | 隔週交代   | 渡辺香         | 渡辺香         |
| 1988.4  | 1988.9 | 黒田瀬奈       | 黒田瀬奈       | 隔週交代   | 高山陽子       | 高山陽子       |
| 期間    | 期間   | 月曜日         | 火曜日         | 水曜日     | 木曜日         | 金曜日         |
| 1988.10 | 1989.3 | 扇一平         | 濱崎直子       | 宮崎萬純   | 笹野みちる     | JILL           |
| 1989.4  | 1989.9 | 扇一平         | 濱崎直子       | 石嶋由美子 | 吉田美和       | JILL           |

- 向井亜紀（1985年4月 - 1987年3月）
- 安達直（1985年4月 - 同年9月）
- 毛利早都美（1985年10月 - 1986年3月）
- 三崎由紀（1986年4月 - 1987年3月）
- 黒田瀬奈（1987年4月 - 1988年9月）
- 渡辺香（1987年4月 - 1988年3月）
- 高山陽子（1988年4月 - 同年9月）

### 1988年10月以降
- 月曜：扇一平（当時文化放送アナウンサー）
- 火曜：濱崎直子（レプリカ）
- 水曜：宮崎萬純（1989年3月まで） → 石嶋由美子 （パパイヤパラノイア） （1989年4月より）
- 木曜：笹野みちる（1989年3月まで） → 吉田美和 （ドリームズ・カム・トゥルー） （1989年4月より）
- 金曜：JILL（PERSONZ）

### その他
- SET隊（岸谷五朗、寺脇康文、山田幸伸） - 番組内のラジオ劇